# Hrdlív
Hrdlív är en ort i Tjeckien.   Den ligger i regionen Mellersta Böhmen, i den centrala delen av landet, 28 km väster om huvudstaden Prag. Hrdlív ligger 296 meter över havet och antalet invånare är 385.
Terrängen runt Hrdlív är lite kuperad.Runt Hrdlív är det mycket tätbefolkat, med 1 411 invånare per kvadratkilometer. Närmaste större samhälle är Kladno, 6,2 km söder om Hrdlív. Trakten runt Hrdlív består till största delen av jordbruksmark.